# 2002 GF32
2002 GF32, também escrito como 2002 GF32, é um objeto transnetuniano que está localizado no Cinturão de Kuiper, uma região do Sistema Solar. Este corpo celeste é classificado como um plutino, pois, o mesmo está em uma ressonância orbital de 2:3 com o planeta Netuno. Ele possui uma magnitude absoluta de 5,7 e tem um diâmetro estimado de cerca de 319 km. O astrônomo Mike Brown lista este corpo celeste em sua página na internet como um candidato a possível planeta anão.

## Descoberta
2002 GF32 foi descoberto no dia 8 de abril de 2002 pelo astrônomo Marc W. Buie.

## Órbita
A órbita de 2002 GF32 tem uma excentricidade de 0,176 e possui um semieixo maior de 39,385 UA. O seu periélio leva o mesmo a uma distância de 32,473 UA em relação ao Sol e seu afélio a 46,298 UA.